# مایکل وی. گازو
مایکل وی. گازو (انگلیسی: Michael V. Gazzo؛ ۵ آوریل ۱۹۲۳ – ۱۴ فوریهٔ ۱۹۹۵) یک هنرپیشه، و فیلم‌نامه‌نویس اهل ایالات متحده آمریکا بود. وی بین سال‌های ۱۹۵۳ تا ۱۹۹۴ میلادی فعالیت می‌کرد.
از فیلم‌ها یا برنامه‌های تلویزیونی که وی در آن نقش داشته است می‌توان به پدرخوانده: قسمت دوم، انگشت‌ها، شهر ترس، جاده فرعی، شاه کروئل و پادشاه کولی‌ها اشاره کرد.